# Capsus ater
Capsus ater es una especie de insecto de la familia Miridae originaria de Europa y el Paleártico. Ha sido introducida a América del Norte desde 1820 o antes.
Capsus ater se encuentra en hábitats secos y húmedos. En los Alpes habitan a más de 2000 metros sobre el nivel del mar. Los insectos viven en diferentes pastos (familia Poaceae) y no parecen tener ninguna preferencia particular por ciertas especies o géneros.